# Ilısu-gát
Az Ilısu-gát (törökül: Ilısu barajı; ejtése: [ɯɫ'ɯsu bɑɾ'ɑʒɯ]) duzzasztógát Törökországban, a Tigris folyón, Mardin és Şırnak tartományok határán. Egyike a Délkelet-Anatólia projekt keretében létesült 22 gátnak. Víz tárolása, vízenergia termelése illetve árvízvédelem céljából épült. A gát mögötti tározó (melynek feltöltése 2020 februárjában még tartott) 10,4 milliárd m³ vizet fog tárolni, vízerőműve pedig (maximális vízszint mellett) 1200 MW villamosenergiát lesz képes előállítani.
A gát építése 2006-tól 2016-ig tartott, beüzemelése, és egyben a tározó feltöltése 2019 júliusában vette kezdetét. Építése nemzetközi vitákat váltott ki a Tigris völgyének elárasztása miatt, mellyel többek közt az ősi Hasankeyf városa is víz alá kerül.
Az Ilısu tározója 2020. február 19-én elérte a 479,30 m vízszintet, mely folyamatosan emelkedik. A gát legnagyobb vízszintje t.sz.f 525 m. Területe 313 km².